# Matthew Daddario
Matthew Quincy Daddario (Nova Iorque, 1 de outubro de 1987) é um ator americano, mais conhecido ao interpretar Alec Lightwood em Shadowhunters, uma série de televisão da Freeform e baseada na série literária Os Instrumentos Mortais.
Atuou, contudo, em diversos outros filmes, como When The Game Stands Tall, Cabin Fever, Naomi & Ely e a Lista dos Não Beijos, 36 Saints e De repente Pai. Ele é casado desde 2017, com Esther Kim.

## Biografia
Matthew, de ascendência italiana, irlandesa, húngara e inglesa, nasceu e cresceu na Cidade de Nova Iorque.
Ele é o segundo filho do casal Christina Daddario e Richard Daddario, ambos advogados, sendo o seu pai promotor de justiça e ex-chefe do NYPD Contraterrorismo para o prefeito Michael Bloomberg.
Matthew possui duas irmãs, uma mais velha chamada: Alexandra Daddario, reconhecida por sua atuação na série de filmes principiada com Percy Jackson & the Olympians: The Lightning Thief; e uma mais nova, Catherine Daddario, também atriz.
O seu avô paterno foi Emilio Q. Daddario, um representante democrata da Câmara dos Representantes dos Estados Unidos para o estado de Connecticut entre 1959 e 1971.

### Educação
Estudou na Collegiate School em Nova Iorque, antes de ir estudar negócios na Indiana University Bloomington, localizada na cidade Bloomington. Após concluir a graduação em Negócios em 2010, percebeu a sua propensão às artes cênicas às quais tem, até hoje, se dedicado, tendo participado de diversos filmes e séries.

## Carreira de ator
Entre 2016 até 2019, participou do elenco principal da série de televisão "Shadowhunters" da Freeform, ao interpretar o caçador Alec Lightwood.

## Casamento
Em m 31 de dezembro de 2017, o Matthew Daddario se casou com Esther Kim.
O casal anunciou por meio de publicações no Instagram em maio de 2020 que eles estavam esperando o seu primeiro filho juntos.
A primeira filha deles nasceu em setembro de 2020.

## Filmografia
| Cinema | Cinema                       | Cinema          | Cinema                  |
|        | Título                       | Personagem      | Nota                    |
| ------ | ---------------------------- | --------------- | ----------------------- |
| 2012   | The Debut                    | Peter Hamble    | Curta-metragem          |
| 2013   | Breathe In                   | Aaron           | Filme                   |
| 2013   | 36 Saints                    | Sebastian       | Filme                   |
| 2013   | Delivery Man                 | Channing        | Filme                   |
| 2014   | Growing Up and Other Lies    | Peter           | Filme                   |
| 2014   | When the Game Stands Tall    | Danny Ladouceur | Filme                   |
| 2015   | Naomi and Ely's No Kiss List | Gabriel         | Filme                   |
| 2016   | Cabin Fever                  | Jeff            | Filme                   |
| 2016   | The Last Hunt                | Matthias        | Direção; Curta-metragem |
| 2021   | Trust                        | Owen Shore      | Filme                   |

| Televisão | Televisão      | Televisão      | Televisão                 | Televisão         |
| Ano       | Título         | Personagem     | Nota                      | Emissora original |
| --------- | -------------- | -------------- | ------------------------- | ----------------- |
| 2016-2019 | Shadowhunters  | Alec Lightwood | Elenco principal          | Freeform          |
| 2021      | Why Women Kill | Scooter        | Elenco principal (2 temp) | Paramount+        |

## Prêmios e nomeações
| Ano  | Nomeado por   | Prêmio             | Categoria                                       | Resultado | Ref   |
| ---- | ------------- | ------------------ | ----------------------------------------------- | --------- | ----- |
| 2016 | Shadowhunters | Teen Choice Awards | Ator de TV Revelação                            | Venceu    | [ 5 ] |
| 2016 | Shadowhunters | MTV Fadom Awards   | Melhor Relação (divido com Harry Shum Jr.)      | Indicado  | [ 6 ] |
| 2017 | Shadowhunters | Teen Choice Awards | Melhor Ator de TV de Fantasia/Ficção Científica | Indicado  | [ 7 ] |
| 2017 | Shadowhunters | Teen Choice Awards | Melhor Relação (divido com Harry Shum Jr.)      | Indicado  | [ 8 ] |
| 2017 | Shadowhunters | Teen Choice Awards | Melhor Beijo (divido com Harry Shum Jr.)        | Indicado  | [ 9 ] |